# Klinik St. Anna (Luzern)
Die Klinik St. Anna ist ein Spital in Luzern. Sie steht auf der Spitalliste des Kantons Luzern, der ihr damit Leistungsaufträge zur medizinischen Grundversorgung erteilt hat. Die Klinik wurde 1911 von der Gemeinschaft der St. Anna-Schwestern gegründet und 1931 zur ersten Orthopädie-Klinik der Zentralschweiz ausgebaut. Die Klinik St. Anna ist Teil der Hirslanden-Gruppe und  betreibt ein 24h-Notfallzentrum inklusive einer Stroke Unit für Schlaganfallpatienten.
Im Geschäftsjahr 2023/24 wurden an der Klinik 13'651 stationäre Patienten von 277 Fachärzten behandelt.

## Lage
Die Klinik St. Anna liegt am nordwestlichen Stadtrand von Luzern.

## Geschichte
Die Gründung der Klinik St. Anna geht auf die Gemeinschaft der St. Anna-Schwestern zurück. Diese eröffneten 1911 das umgebaute Schloss Bramberg auf Musegg als Sanatorium St. Anna. Im Jahr 1918 folgte der Umzug an den heutigen Standort. Die Schwesterngemeinschaft baute 1930 zusätzlich eine Geburtsklinik sowie 1931 die erste Orthopädie-Klinik der Zentralschweiz. Im Jahr 1957 wurde das Sanatorium unter dem Namen Klinik St. Anna neu erbaut. Nahezu 50 Ärzte praktizierten damals in der Klinik, was rund der Hälfte der auf Stadtgebiet tätigen Ärzte entsprach. In diese Zeit fällt zudem die Gründung der Krankenpflegeschule St. Anna. Im Jahr 1975 wurde eine Intensivstation eröffnet.
Die Schwesterngemeinschaft gab 1989 wegen Nachwuchsmangels die Leitung der Klinik an einen Direktor ab. Schritt für Schritt lösten sich die organisatorischen Verflechtungen zwischen der Klinik und der Gemeinschaft der St. Anna-Schwestern. Seit 2005 ist die Klinik St. Anna Teil der Hirslanden-Gruppe.

## Kennzahlen
An der Klinik St. Anna sind 1'266 Mitarbeiter sowie 277 Belegärzte und angestellte Ärzte tätig. Sie verfügt über 214 Betten, sechs Operationssäle, drei Geburtssäle sowie zwei zusätzliche provisorische Operationssäle in temporären Erweiterungsmodulen. Im Geschäftsjahr 2022/23 wurden 13'924 stationäre Patienten behandelt, und 11'064 Patienten haben den Notfall aufgesucht. Im selben Zeitraum kamen 730 Kinder an der Klinik St. Anna zur Welt.

## Fachgebiete
| Fachgebiet               | behandelte, stationäre Patienten 2023/2024 |
| ------------------------ | ------------------------------------------ |
| Orthopädie/Sportmedizin  | 2551                                       |
| Gynäkologie/Geburtshilfe | 1357                                       |
| Kardiologie              | 1593                                       |
| Innere Medizin           | 2227                                       |
| Neurochirurgie           | 1396                                       |